# MechWarrior (Computerspiel, 1989)
MechWarrior ist eine Kampfsimulations-Videospiel im BattleTech-Spieleuniversum für die Computerplattformen MS-DOS, Sharp X68000 und PC-98. Sie wurde von Dynamix entwickelt und 1989 von Activision veröffentlicht. Der Spieler steuert darin als Pilot (sog. MechWarrior) einen großen Kampfroboter (BattleMech), mit dem er als Söldner Aufträge für verschiedene Herrscherhäuser erfüllt, um letztlich den Mördern seiner Familie auf die Spur zu kommen.

## Handlung
→ Siehe: BatteTech – Die Welt von BattleTech
Der Spieler übernimmt die Rolle von Gideon Braver Vandenburg, Pilot eines Kampfläufers und Abkömmling eines planetaren Herrscherhauses, dessen Familie von Unbekannten ermordet wurde. Dabei stahlen sie auch das Amulett, das Vandenburg für den Nachweis seines Erbes benötigt. Findet er es nicht innerhalb von fünf Jahren, verliert er sämtliche Herrschaftsansprüche. Um den Spuren der Mörder folgen zu können, muss Vandenburg die Innere Sphäre bereisen und sich mit seinem Kampf-Mech als Söldner für die fünf Fürstenhäuser verdingen.

## Spielprinzip
Das Spielprinzip beruht im Wesentlichen auf zwei Aspekten, einem Management-Teil und der Kampfsimulation. Der Spieler kann mit seiner Söldnertruppe die Galaxis im Bereich der Inneren Sphäre bereisen und Aufträge der fünf Herrscherhäuser annehmen. Die Reputation der Gruppe bestimmt, welche Missionen zugänglich sind. Mit steigender Reputation werden die Aufträge lukrativer. Genauso kann es ein Herrscherhaus jedoch auch ablehnen, dem Spieler weiterhin Aufträge zu erteilen, wenn dieser zuvor mehrfach Ziele dieses Hauses attackiert hat. Zum Management-Aspekt gehört aber auch die Zusammenstellung und Ausrüstung der eigenen Truppe. MechWarrior für die maximal vierköpfigen Einsatzgruppe (Lance) können in Bars angeheuert werden und unterscheiden sich in verschiedenen Fähigkeiten voneinander. Je höher die Reputation, umso fähigere MechWarrior können rekrutiert werden. Mechs müssen gewartet werden oder können an- und verkauft werden. Zur Wahl stehen acht unterschiedliche Modelle mit verschiedenen Stärken und Schwächen: Locust, Jenner, Battlemaster, Marauder, Phoenix Hawk, Shadow Hawk, Rifleman und Warhammer.
Die Kämpfe versetzen den Spieler in das Cockpit eines Mechs, den er aus der Egoperspektive steuert, und präsentieren die Planetenoberflächen in einfacher, farbiger Vektor-3D-Grafik. Mit seinen bis zu drei KI-gesteuerten Begleitern, denen einige einfache Anweisungen gegeben werden können, muss der Spieler unterschiedliche Missionstypen erfüllen, z. B. das Aufspüren und Vernichten gegnerischer Truppen und Einrichtungen oder die Verteidigung der eigenen Einrichtungen gegen Angriffe. Die Kämpfe orientieren sich an den Regeln der Tabletop-Vorlage. So haben beispielsweise die Kühlmöglichkeiten des Mechs Einfluss auf Feuerrate. Beschädigungen aus den Missionen werden übernommen und müssen ggf. nach Abschluss der Mission repariert werden, sofern ausreichend Finanzmittel zur Verfügung stehen.

## Rezeption
„Mit MechWarrior ist Infocom/Activision ein ansprechendes Spiel gelungen, das in ausgeglichener Weise Action und Strategie miteinander verbindet. So kommt es nicht nur auf schnelle Reaktion und ein gutes Augenmaß an. Auch die Vorbereitung auf die Kämpfe müssen geschickt geplant sein, um eine Chance gegen die feindlichen Battlemechs zu haben.“

„MechWarrior will have you sitting on the edge of your chair as you take enemy 'Mechs head-on. The combat sequences alone would have been enough for most gamers. Add in the adventure of finding your family's killers based on clues you must find throughout the Star League, and you've got an offering with an extremely high entertainment value. We recommend MechWarrior not only to arcaders but also to adventure gamers.“

„MechWarrior ist an Spannung kaum zu überbieten, wenn man auf einen feindlichen Mech losgeht. Die Kampfsequenzen allein würden den meisten Spielern schon genügen. Durch die zusätzliche Hintergrundgeschichte, der Suche nach Hinweisen auf die Mörder der eigenen Familie quer durch die gesamte Sternenliga, wird der Unterhaltungswert des Spiels jedoch noch einmal immens gesteigert. Wir empfehlen MechWarrior daher nicht nur Arcadespielern, sondern auch Abenteuer-Begeisterten.“

Die Absatzzahlen von MechWarrior betrugen rund 100.000 Kopien, womit das Spiel als solide erfolgreich bewertet wurde. Activision ließ mit MechWarrior 2 einen ebenfalls sehr erfolgreichen Nachfolger entwickeln, der jedoch von einem neuen Team umgesetzt wurde. Anschließend fiel die Lizenz an FASA zurück, das die Serie in Eigenregie weiterführte. Activision erwarb als Ersatz die Lizenz zum thematisch ähnlichen Rollenspiel-Regelwerk Heavy Gear. Dynamix wurde 1990 von Sierra Entertainment übernommen und entwickelte mit Metaltech: Earthsiege ein ähnliches Spieluniversum, dem mehrere Titel nachfolgten.